# Norrie McCathie
Norman McCathie, meglio noto come Norrie, (Edimburgo, 23 marzo 1961 – Crossford, 8 gennaio 1996), è stato un calciatore scozzese, di ruolo difensore.

## Biografia
Nativo di Edimburgo, diviene calciatore. Sposatosi con Julie Gillies, figlia di un dirigente del Dunfermline, ha due figli. L'8 gennaio 1996 muore nella sua casa di Crossford insieme alla nuova compagna, Amanda Burns di 26 anni, uccisi da una fuga di monossido di carbonio. L'ex moglie al momento dell'incidente era incinta del terzo figlio di McCathie.

## Carriera
Ha iniziato la carriera agonistica nel Cowdenbeath, passando nel 1981, in uno scambio di giocatori, al Dunfermline, società ove militerà, ad esclusione di un breve passaggio in prestito all'Ayr Utd nel 1989, sino alla morte, giunta nel 1996. In totale McCathie ha giocato 15 stagioni nel Dunfermline, di cui le stagioni 1987-1988, 1989-1990, 1990-1991, 1991-1992 in massima serie scozzese.  
Con 563 presenze, di cui 497 in campionato, McCathie detiene il record di presenze nel Dunfermline. Un settore dello East End Park, lo stadio della società, gli è dedicato.

## Palmarès

### Club

#### Competizioni nazionali
- Scottish First Division: 2

Dunfermline: 1988-1989, 1995-1996